# Jeziorki (jezioro na Białorusi)
Jezioro, Ozierce (biał. возера Азёркі, woziera Aziorki) – jezioro na Białorusi, w obwodzie witebskim, w rejonie postawskim, w dorzeczu rzeki Miadziołki, 3 km na północ od Postaw, koło wsi Jeziorki.

## Opis
Powierzchnia jeziora wynosi 0,077 km², długość 0,58 km, największa szerokość to 0,32 km. Największa głębokość to 7,7 m, średnia głębokość to 3,2 m. Długość linii brzegowej wynosi 2,4 km. Objętość wody w jeziorze wynosi 0,14 miliona m³.
Jezioro znajduje się w masywie leśnym Postawska Dacza. Zalesione zbocza mają wysokość do 2 m. Na głębokości dno jest muliste.
W jeziorze występują leszcze, szczupaki, płocie, karasie, liny, okonie i inne gatunki ryb.
Zbiornik jest popularnym terenem rekreacyjnym.